# Rogier (metrostation Brussel)
Rogier is een station van de Brusselse metro en premetro, gelegen in het centrum van de stad Brussel.

## Geschiedenis
Op 18 augustus 1974 opende het station Rogier als onderdeel van de premetrolijn onder de kleine ring waardoor de trams van Naamsepoort tot Rogier ondergronds konden rijden. Het is in dit premetrostation dat Koning Boudewijn op 20 september 1976 in een speciaal tramstel opstapte, om naar De Brouckère te rijden en de eerste Brusselse metrolijn in te huldigen. In de namiddag werd de metro toegankelijk gesteld voor het groot publiek.
Op 4 oktober 1976 werd onder de bestaande tunnel een nieuwe premetrolijn tussen Noordstation en Lemonnier geopend, waardoor Rogier de functie van kruisingsstation aannam. De tunnel onder de kleine ring werd omgebouwd tot een volwaardige metrolijn die op 2 oktober 1988 openende. Daarmee werden stations IJzer, Ribaucourt en Simonis gebouwd ter verlenging van de bestaande tunnel.
In de loop van het jaar 2003-2004 werden de middenperrons van het Noord-Zuidas station verlaagd om de instaptijd van de reizigers te verkorten. In het begin van deze nieuwe inrichting gold de regel: instappen langs het middenperron en uitstappen langs de zijkanten. Echter werd dit systeem met de loop der jaren minder en minder formeel toegepast.
Sinds de herziening van het tramnet in 2007 wordt het voormalige eindpunt van tramlijn 90 bediend door tramlijnen 25 en 55 dat ook werd omgebouwd van drie naar vier staanplaatsen.
Met de herziening van het metronet in 2009 rijden metrolijnen 2 en 6 in het metrostation. In datzelfde jaar gingen de verbouwingswerken van het metrostation en bovengronds liggende Rogierplein van start. Het einde van de werken was oorspronkelijk voorzien in 2013, maar door verschillende parameters liepen de werken heel wat vertraging op. Het einde is voorzien in het voorjaar van 2017.
Het station Rogier werd vernoemd naar het Rogierplein, dat zelf de naam bezit van Charles Rogier, Belgische politicus in de 19e eeuw.

## Situering
Het metrostation bevindt zich onder het Charles Rogierplein, op de Brusselse Kleine Ring ter hoogte van het uiteinde van de Nieuwstraat. Er is een rechtstreekse toegang voorzien met het winkelcentrum City 2.
Dit station strekt zich over drie niveaus: niveau -1 waar metrolijn 2 en 6 rijden, niveau -2 waar het eindpunt van tramlijnen 25 en 55 zich bevindt en ten slotte niveau -3 waar aansluiting voorzien is met de premetro Noord-Zuidas. Op niveau -1 en -3 zijn drie perrons aanwezig: een eilandperron en twee zijperrons. Hierdoor kunnen reizigers de treinen aan twee kanten betreden of verlaten (de Spaanse methode).

## Kunst
Boven een van de toegangen tot de stationshal is het werk Zigzagramme van Pierre Cordier te zien. Het bestaat uit rechthoeken die steeds verder vervormd worden door diagonale lijnen. Op de tussenverdieping waar zich het eindpunt van tramlijnen 25 en 55 bevindt, is een mozaïek geplaatst die door de Vlaamse christelijke arbeidersbeweging Welzijnszorg werd geschonken aan het Brussels Hoofdstedelijk Gewest.

## Afbeeldingen

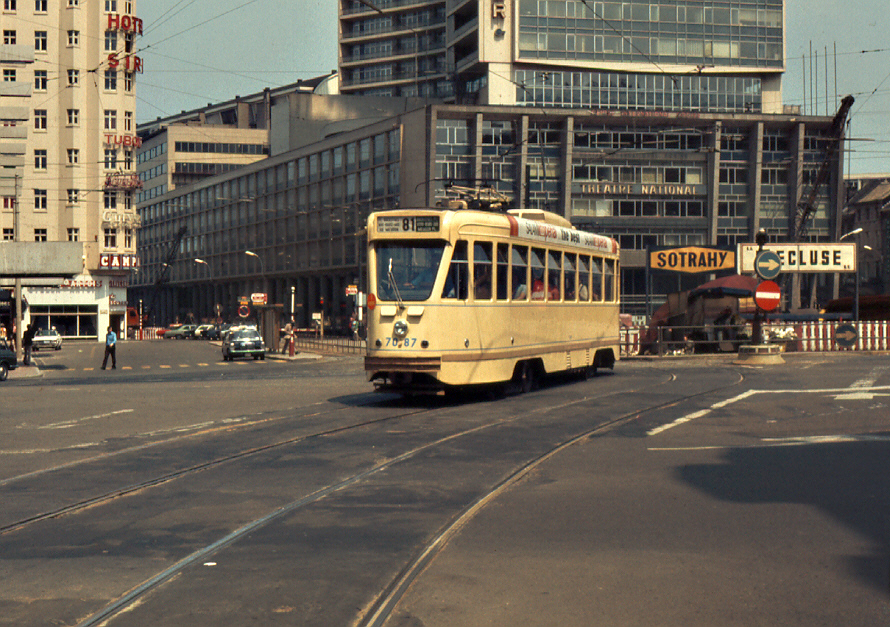
Rogierplein in 1970 voor de opening van de Noord-Zuidas.
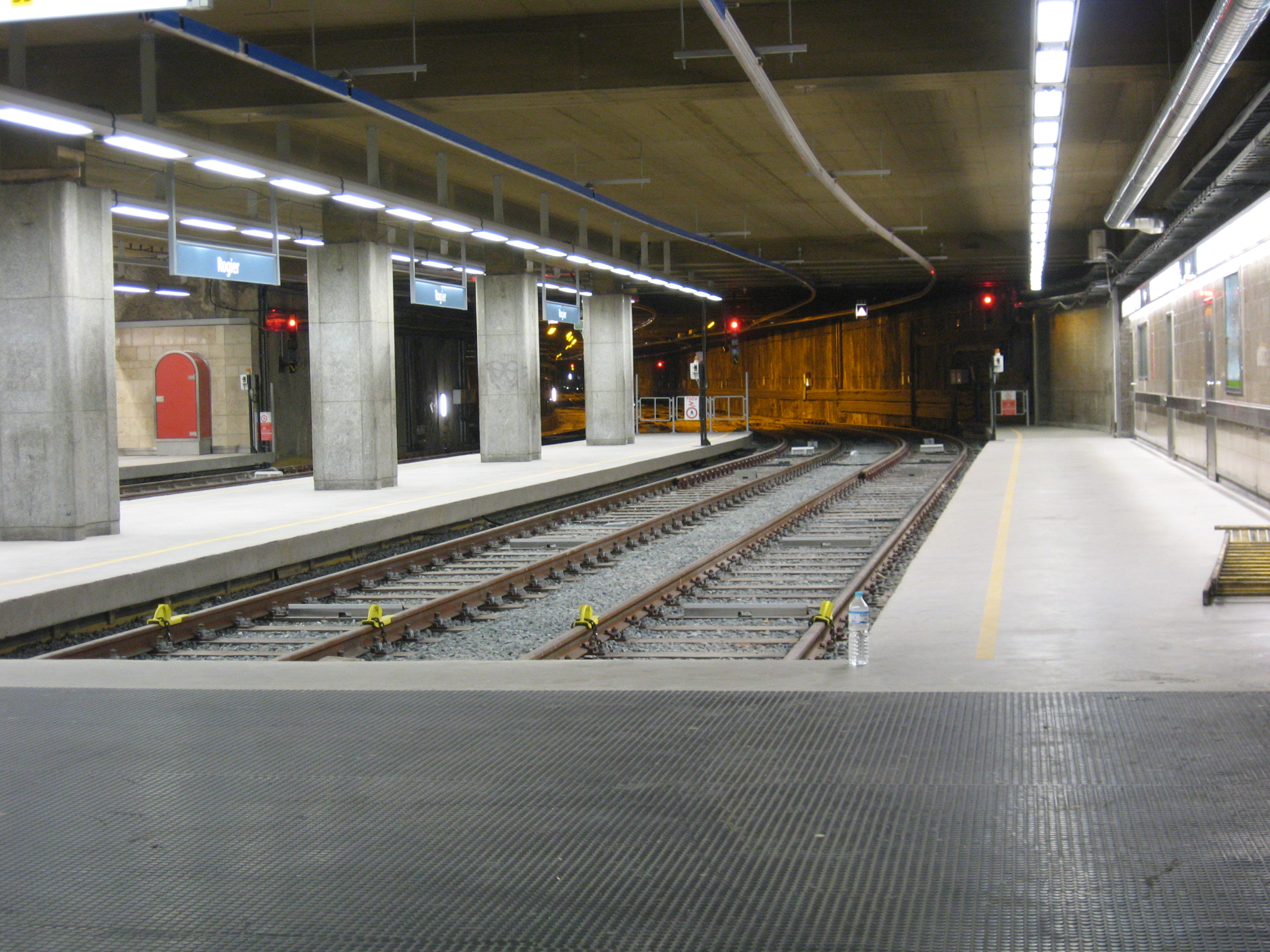
Eindpunt van tramlijnen 25 en 55.
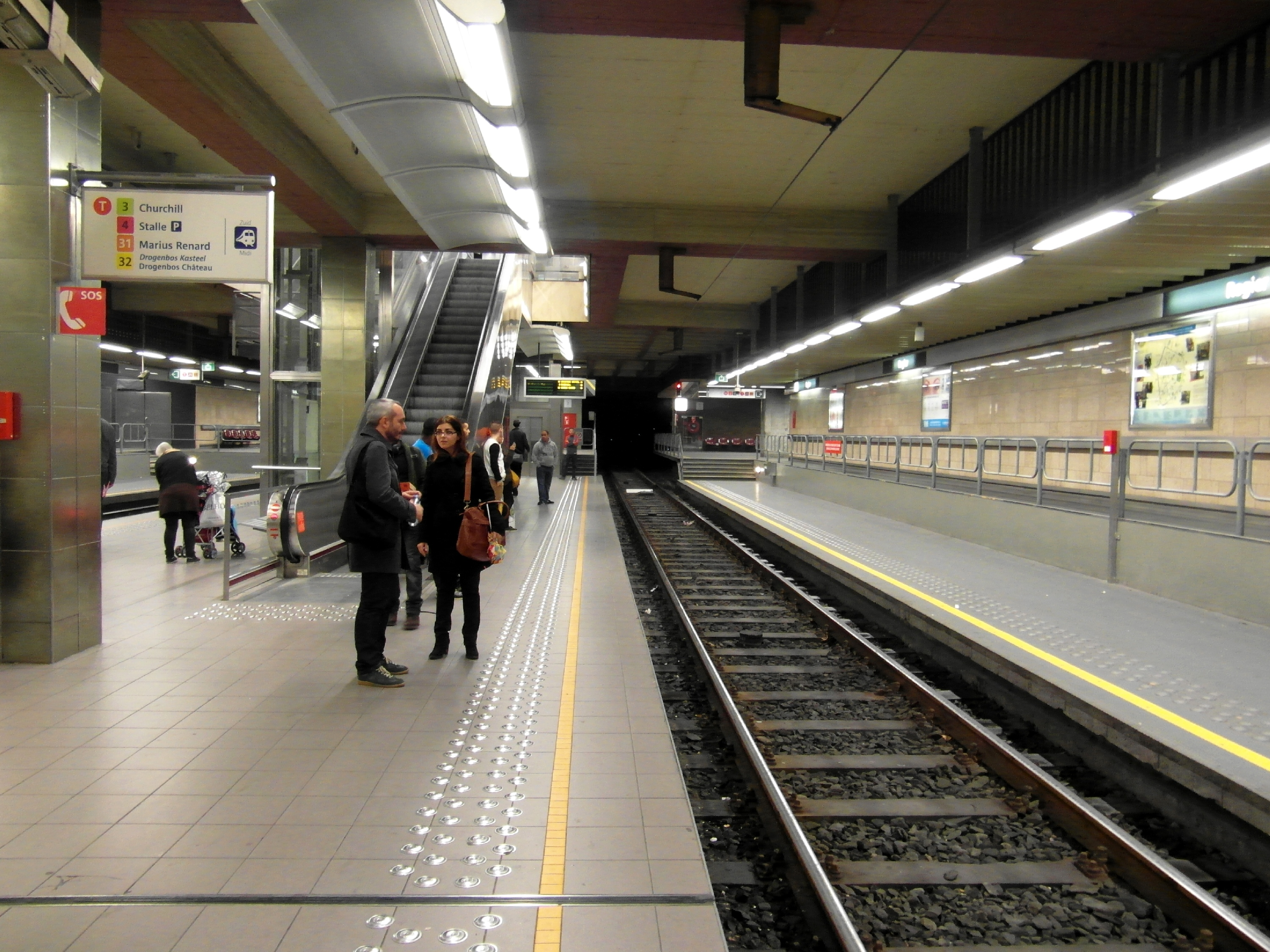
Premetrostation van het Noord-Zuidas gedeelte.
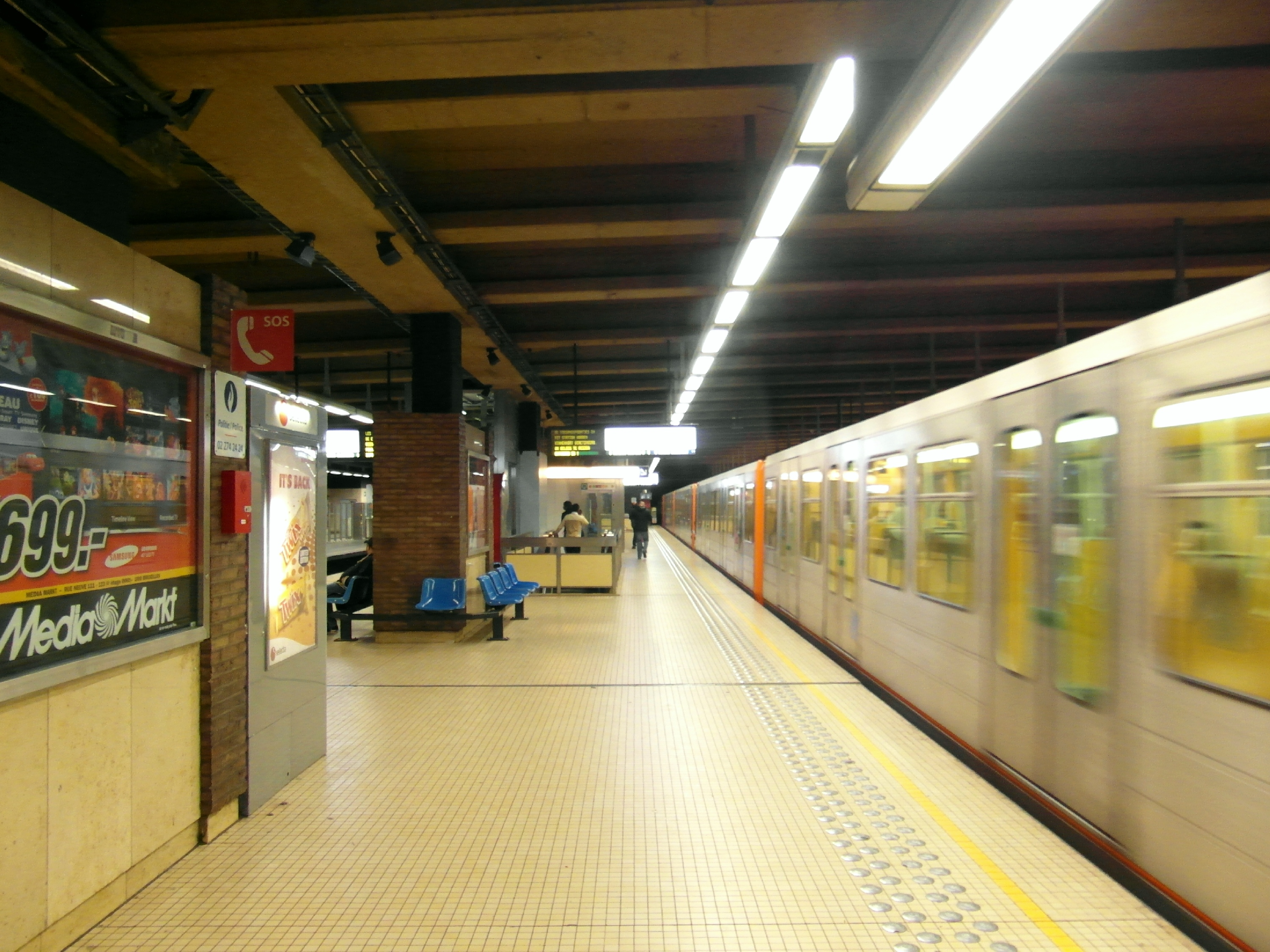
Metrogedeelte bediend door lijnen 2 en 6.
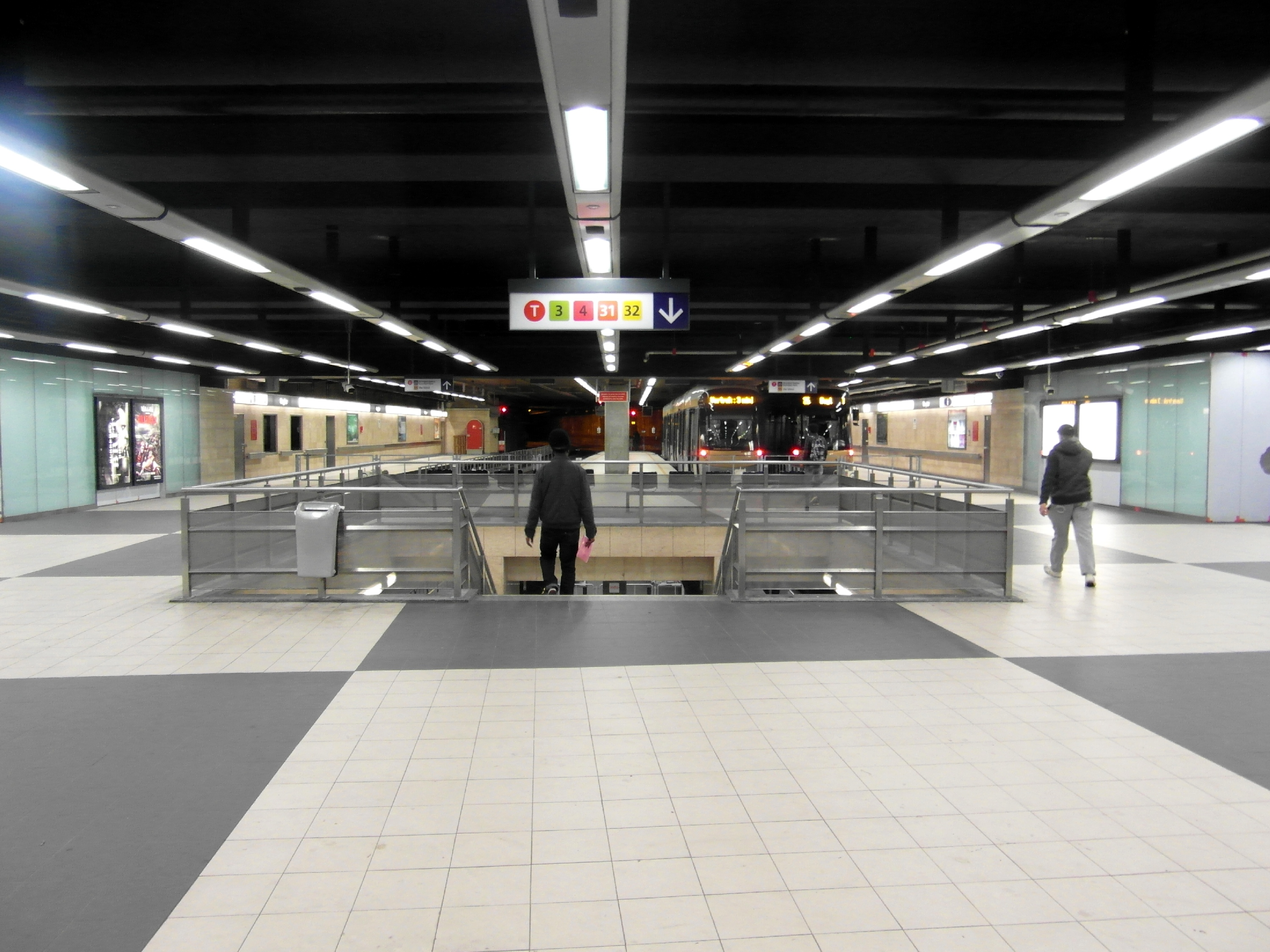
Nieuwe vloerbekleding met de verbouwing.